# Telšiai (gemeente)
Telšiai is een van de 60 Litouwse gemeenten, in het district Telšiai.
De hoofdplaats is de gelijknamige stad Telšiai. De gemeente telt ongeveer 55.200 inwoners op een oppervlakte van 1439 km².

## Plaatsen in de gemeente
Plaatsen met inwonertal (2001):
- Telšiai – 31460
- Tryškiai – 1555
- Varniai – 1355
- Rainiai – 1070
- Degaičiai – 880
- Ryškėnai – 854
- Luokė – 777
- Eigirdžiai – 746
- Dūseikiai – 727
- Nevarėnai – 659